# Пауэлл, Льюис
Льюис Пауэлл (англ. Lewis Thornton Powell, 22 апреля 1844 — 7 июля 1865) — американский заговорщик, также известный под именем Льюис Пэйн. В 1865 году он совершил покушение на госсекретаря США Уильяма Генри Сьюарда. Помимо этого, Льюис Пауэлл обвинялся в соучастии в организации убийства Авраама Линкольна.

## Биография
Льюис Пауэлл родился 22 апреля 1844 года в штате Алабама. Его отец Джордж Кадер был баптистским священником и миссионером. Самый младший из девяти детей, Льюис отличался замкнутостью и тягой к учёбе. Воспитывался он родителями в домашних условиях.
Когда Льюису было 12 лет, он получил удар копытом мула по челюсти во время игры во дворе своего дома, что повлекло за собой перелом. Как позднее было отмечено тюремным врачом, осматривавшим его после обвинения в заговоре, левая сторона его челюсти была более выступающей, чем правая.
Когда Льюису было 15 лет, семья переехала в штат Флорида.

### Участие в Гражданской войне в США
30 мая 1861 года сообщения о наборе в армию достигли его городка, он ушел из дома и записался добровольцем в армию Конфедеративных Штатов Америки. Ему было 17 лет, однако на призывном пункте Пауэлл завысил свой возраст до 19. Участник Кампании на полуострове. Среди однополчан славился особой жестокостью по отношению к солдатам Союза. У офицеров был на хорошем счету. В ноябре 1862 Пауэлл серьёзно простыл и несколько недель лечился в военном госпитале. Участник Сражения при Фредериксберге.
В 1863 году Пауэлл служил в роте «I» 2-го флоридского пехотного полка и участвовал в атаке флоридской бригады Дэвида Лэнга на 2-й день сражения при Геттисберге. Во время атаки он получил ранение запястья и попал в плен к северянам. Он был доставлен в госпиталь федеральных войск в город Балтимор, где, сумев втереться в доверие к одной из медсестёр Мэргарит Брэнсон, достал с её помощью униформу солдата Союза и бежал из плена уже 7 сентября 1863 года.
В начале октября 1863 года Пауэлл присоединился к отряду конфедератов, известному как «Рейнджеры Мосби», находящегося под командованием Джона Мосби. Участвовал в ряде столкновений с федеральными войсками. Наконец 17 ноября 1864 года отряду Пауэлла удалось захватить в плен известного своей ненавистью к конфедератам лейтенанта федеральной армии Ричарда Блейзера. После чего ему с несколькими помощниками было поручено доставить Блейзера в Ричмонд.
Неизвестно, что произошло с Льюисом Пауэллом дальше, но вечером 31 декабря 1864 года он дезертировал из своего подразделения, находящегося в Ричмонде. Затем ему удалось выменять свою лошадь на гражданскую одежду и билет на поезд до Алегзандрии. Там 13 января 1865 года под новым именем Льюис Пэйн он сдался федеральным солдатам, прикинувшись беженцем с юга.

## Участие в заговоре против Авраама Линкольна
Уже в конце января 1865 года Пауэлл поселился в вашингтонском отеле, принадлежавшем Мэри Сэрратт. Именно там жизнь свела его с ярым ненавистником администрации Авраама Линкольна, известным актёром Джоном Уилксом Бутом. Во время войны тот сочувствовал армии Конфедерации и был в отчаянии, когда она потерпела поражение. Руководствуясь своими взглядами, Бут решает организовать похищение президента для последующего обмена Линкольна на пленных конфедератов.
В Льюисе Пауэлле он находит надёжного соратника. Похищение должно было состояться 17 марта 1865 года во время визита Линкольна в госпиталь на Седьмой улице, но план сорвался из-за отмены президентского визита. Именно после сорвавшегося похищения Бут решил организовать убийство президента и членов его правительства.

### Покушение на Уильяма Сьюарда
14 апреля 1865 года Бут узнал о планах Линкольна посетить спектакль в театре Форда. В 20:00 заговорщики встретились на квартире Джона Уилкса Бута, чтобы обсудить детали предстоящего мероприятия. Роли распределились следующим образом: Пауэлл в сопровождении Херольда должен был убить государственного секретаря Уильяма Сьюарда, а сам Бут — президента Линкольна. Джорджу Атзеродту достался вице-президент Джонсон. Предполагалось, что атаки будут совершаться одновременно, примерно в 22:15.
Примерно через 15 минут после выстрелов в Линкольна в театре Форда, Льюис Пауэлл, вооруженный охотничьим ножом и револьвером, ворвался в дом Уильяма Сьюарда на другом конце города. Он намеревался с ходу забежать к тому в спальню, но его остановили дворецкий Уильям Белл и сын Сьюарда Фредерик. После чего Пауэлл достал револьвер и попытался открыть огонь, но тот дал осечку. После нескольких попыток произвести выстрел Пауэлл сильно ударил сына госсекретаря рукоятью по голове и достал нож. В эти несколько секунд дворецкому Уильяму Беллу удалось выбежать из дома и с криком «Убивают!» побежать за помощью в соседний дом.
В это же время, испугавшись, Херольд привязал лошадь Пауэлла к дереву, а сам поспешил убраться подальше.
Пауэллу удалось выломать дверь в спальню Сьюарда и ворваться внутрь. Там, помимо лежащего с травмами после падения с лошади госсекретаря, находились медсестра, сержант Джордж Робиннсон и дочь Сьюарда Фанни. Первый удар Пауэлл нанес в грудь сержанту Робиннсону, однако промазал и попал в плечо; хлынула кровь и тот упал на пол. Затем Пауэлл, сильно ударив по лицу Фанни Сьюард, яростно кинулся на лежащего на кровати Уильяма Сьюарда и попытался нанести несколько ударов ножом. Однако из-за последствий падения с лошади тот был весь в металлических пластинах, фиксирующих тело, и Пауэллу за несколько секунд, не считая нескольких неглубоких порезов в районе шеи, удалось нанести лишь одно серьёзное ранение, проткнув насквозь ножом правую щеку Сьюарда и повредив челюсть.
Затем в комнату ворвался второй сын Уильяма Сьюарда — Огастес, который не раздумывая кинулся на Пауэлла и свалил его на пол, не дав завершить начатое. Некоторое время Огастес и Пауэлл боролись на полу, однако последний был физически крепче своего соперника, ему удалось полоснуть ножом Огастеса в районе уха, а затем ударить его головой о металлическую ножку кровати. Попытавшегося в этот момент перехватить его Робинсона Пауэлл успел несильно ударить ножом в грудь, после чего с криком «Я спятил!» он кинулся бежать.

### Арест, суд и казнь
Несколько дней Пауэлл, оставшись без связи с сообщниками, бродил по улицам Вашингтона (точно неизвестны все его перемещения). Однако около 23:00 17 апреля 1865 года Пауэлл заявился в свой номер в отеле «Surratt». Столкнувшись с полицейскими, он сказал им, что является новым рабочим, который просто «хотел уточнить время выхода на смену», и попытался незаметно удалиться. Полицейские уже хотели отпустить Пауэлла, однако у них появились сомнения в его словах, так как на Пауэлле была слишком чистая и «парадная» одежда для простого рабочего. Преступника вывели на свет и немедленно арестовали по подозрению в нападении.
18 апреля 1865 дворецкий госсекретаря Уильям Белл опознал в Пауэлле человека, напавшего на Сьюарда 14 апреля, после чего тому были официально предъявлены обвинения.
Джону Уилксу Буту удалось реализовать свой план — убийство президента было совершено. Однако, не все заговорщики решились на свои действия. Джордж Атзеродт не оправдал надежд, в вечер запланированного покушения на вице-президента он потерял самообладание, напился и не смог совершить затеянного.
После покушений все заговорщики и их сообщники были задержаны, а именно Мэри Сэрратт, Льюис Пауэлл, Джордж Атзеродт, Дэвид Херольд, Сэмюэль Муд, Майкл О’Лафлин, Эдман Спанглер и Сэмюэль Арнольд. Сам Бут был застрелен во время задержания при попытке бегства.
Суд над заговорщиками начался 9 мая 1865 года, а уже 30 июня 1865 года Льюис Пауэлл, Джордж Атзеродт, Мэри Сэрратт и Дэвид Херольд был признаны виновными в организации убийства Авраама Линкольна и покушении на государственного секретаря Уильяма Сьюарда и приговорены к смертной казни через повешение. Во время суда и непосредственно перед казнью Пауэлл настаивал на невиновности Мэри Сэрратт.
Приговор приведён в исполнение в Вашингтонской городской тюрьме, в 13 часов 30 минут 7 июля 1865 года.  Последними словами Пауэлла были: «Спасибо за всё и до свидания!».
В 1992 году череп Пауэлла оказался в отделении антропологии Смитсоновского института. Позже он был возвращён потомкам Пауэлла и похоронен рядом с могилой его матери в Женеве, штат Флорида.